# Médaille d'or (musique)
Pour les articles homonymes, voir Médaille d'or.
La médaille d'or est une ancienne récompense donnée tout à la fin d'études musicales.

## En France
La médaille d'or est l'appellation de l'examen sanctionnant la fin des études musicales du troisième cycle des anciens conservatoires nationaux de région (actuellement conservatoires à rayonnement régional). Elle est désormais remplacée par des unités de valeur avec mention (bien, très bien, à l'unanimité, avec les félicitations du jury) en déchiffrage, formation musicale, musique de chambre, instrument entrant dans la composition du diplôme d'études musicales.